# Eduardo Rodríguez Veltzé
Eduardo Rodríguez Veltzé (* 2. března 1956, Cochabamba) je bolivijský právník a politik.
Vystudoval práva na univerzitě v Cochabambě a Harvardově univerzitě v USA.
Od roku 1999 byl předsedou bolivijského Nejvyššího soudu. Poté, co prezident Carlos Mesa 9. června 2005 po mnohatýdenních masových demonstracích indiánského obyvatelstva odstoupil z funkce, pověřil Kongres vedením země Eduarda Rodrígueze.